# Стадион Твикенам
Стадион Твикенам, који се налази у Лондону, је највећи рагби стадион на свету. Рагби репрезентација Енглеске тест мечеве на којима је домаћин, игра на овом стадиону. Твикенам се сматра "храмом рагбија". На Твикенаму се игра и финале енглеског премијершипа које одлучује шампиона Енглеске у рагбију, а 2015. се играло и финале лиге шампиона. Играло се и финале светског првенства 2015. На том стадиону су се играле и важне утакмице рагбија 13. Стадион има капацитет од 82 000 места, столице су зелене боје, а трибине имају 3 нивоа.